# Coldtears
Coldtears (skrivs även ColdTears) är ett svenskt metalband från Åstol / Göteborg bildat 2005. Bandets första EP, Warning, släpptes 2008.

## Historia
Coldtears bildades 2005 av gitarristen David Johansson och sångaren Gustav Alander. David Johanson skriver all musik och Gustav Alanders skriver alla texter (undantag på No Ordinary Ghost, där Peter Dolving var textförfattare). Under bandets första uppsättning var Adam Gelotte, bror till gitarristen Björn Gelotte ifrån In Flames, bandets trummis.
Bandet gav ut sina första demospelningar 2006–2007 och 2008 släpptes fyraspårs-EP:n Warning med Peter Dolving från The Haunted som medsångare och textförfattare på en av låtarna, "No Ordinary Ghost". Övriga spår på skivan är "Electric Kiss", "Warning" och "We Shine for All". Skivan spelades in på ön Åstol söder om Tjörn och mixades och mastrades av Charles Storm som tidigare även arbetat med At The Gates och The Haunted. Låten "No Ordinary Ghost" har bland annat spelats i det rikstäckande radioprogrammet P3 Rock där den en period spelades så ofta att programledaren Håkan Persson utsåg låten till "årets vinterfavorit 2009".
Bandet skrev låtar till en kommande platta under 2010 och singeln "The Dead Marches On" gavs ut i oktober och spelades på Sveriges Radio P3 första gången 4 november samma år. Skivan spelades in i Panic Disorder Studios och är producerad av David Johansson. Både denna och EP:n "Warning" återfinns på Spotify. Även den då osläppta låten "Open Your Eyes" har spelats på P3, första gången 5 februari 2011.
Coldtears spelade på Hultsfredsfestivalen 9 juni 2009, vilket också var bandets första offentliga spelning. Därefter har bandet bland annat turnerat i Mexico.
8 september 2012 hade Coldtears premiär för singeln "Ocean" i Sveriges Radio P3, På "Ocean" gästades Coldtears av Anders Björler från At The Gates/The Haunted som deltog med ett gäst-solo.
2012 beslutade sångaren Gustav Alander att lämna gruppen och Marcus Dahlström blev ersättare.
November 2013 turnerade Coldtears i Mexiko och belönades där av presidenten Rodrigo Mejía Hernández med ett erkännande "Reconocimiento" från staden Cadereyta de Montes.
6 december 2014 premiärspelades Coldtears nya singel "Black Tide" i Sveriges Radio på P3 Rock. Singeln är den första med två sångare i bandet.
5 december 2016 premiärspelades Coldtears nya singel "Say Goodbye" i radio på Pirate Rock. Låten gästas av sångerskan Emma Varg.
"Say Goodbye" släpptes 11 december.
Aftonbladet presenterade samma månad en lista med den "tuffaste musiken från december" där "Say Goodbye" återfanns.
28 augusti 2018 premiärspelade Marc Strömberg Coldtears nya singel "Silence Them All" i Sveriges Radio på P3.  På låten gästsjunger Tomas Lindberg från At The Gates.
"Silence Them All" släpptes på Spotify 4 augusti.

## Medlemmar
Nuvarande medlemmar
- David Johansson – gitarr (2005– )
- Gustav Alander – sång (2005–2012, 2014– )
- Joseph Johansson – gitarr (2020– )

Tidigare medlemmar
- Adam Gelotte – trummor (2005–2007).
- Ivar Anås – gitarr (2005–2006).
- Martin Färdigh – gitarr (2009–2011).
- Rickard Johnsson – trummor (2009–2011).
- André Gonzales – gitarr (2013 – )
- Oscar Nilsson – trummor (2013 – )
- Marcus Dahlström – basgitarr (2005–2012), sång (2012–2018)
- Chris Lennartsson – gitarr (2018–2018  )
- Christian Höijer – basgitarr (2013– )

## Diskografi
EP
- 2008 – Warning (med Peter Dolving från The Haunted)

Singlar
- 2010 – "The Dead Marches On"
- 2011 – "Open Your Eyes"
- 2012 – "Ocean" (gästsolo av Anders Björler från At The Gates / The Haunted)
- 2014 – "Black Tide"
- 2016 - "Say Goodbye" (gästsång av Emma Varg)
- 2018 – "Silence Them All" (gästsång av Tomas Lindberg från At The Gates)
- 2018 – "Miracle" (gästsolo av Bruce Kulick från KISS)
- 2021 – "Brinner I Bröstet" (tolkning av Danny Saucedo) på CD:n "Låtar För Livet".
- 2022 – "Nothing"

Samlingsalbum
- 2022 – Silence Them All